# Léo Silva
Hugo Leonardo Silva Serejo hay đơn giản Léo Silva (レオ・シルバ, sinh ngày 24 tháng 12 năm 1985 ở São Luis, Brasil), là một cầu thủ bóng đá hiện tại thi đấu cho Kashima Antlers.

## Thống kê câu lạc bộ
Cập nhật đến ngày 23 tháng 2 năm 2018.
| Thành tích câu lạc bộ | Thành tích câu lạc bộ | Thành tích câu lạc bộ | Giải vô địch | Giải vô địch | Cúp                   | Cúp                   | Cúp Liên đoàn | Cúp Liên đoàn | Châu lục | Châu lục  | Khác    | Khác      | Tổng cộng | Tổng cộng |
| Mùa giải              | Câu lạc bộ            | Giải vô địch          | Số trận      | Bàn thắng    | Số trận               | Bàn thắng             | Số trận       | Bàn thắng     | Số trận  | Bàn thắng | Số trận | Bàn thắng | Số trận   | Bàn thắng |
| Nhật Bản              | Nhật Bản              | Nhật Bản              | Giải vô địch | Giải vô địch | Cúp Hoàng đế Nhật Bản | Cúp Hoàng đế Nhật Bản | J. League Cup | J. League Cup | AFC      | AFC       | Khác1   | Khác1     | Tổng cộng | Tổng cộng |
| --------------------- | --------------------- | --------------------- | ------------ | ------------ | --------------------- | --------------------- | ------------- | ------------- | -------- | --------- | ------- | --------- | --------- | --------- |
| 2013                  | Albirex Niigata       | J1 League             | 32           | 1            | 2                     | 1                     | 5             | 1             | –        | –         | –       | –         | 39        | 3         |
| 2014                  | Albirex Niigata       | J1 League             | 33           | 6            | 1                     | 0                     | 6             | 0             | –        | –         | –       | –         | 40        | 6         |
| 2015                  | Albirex Niigata       | J1 League             | 25           | 4            | 1                     | 1                     | 6             | 0             | –        | –         | –       | –         | 32        | 5         |
| 2016                  | Albirex Niigata       | J1 League             | 32           | 5            | 2                     | 0                     | 4             | 1             | –        | –         | –       | –         | 38        | 6         |
| 2017                  | Kashima Antlers       | J1 League             | 27           | 1            | 1                     | 0                     | 2             | 0             | 6        | 1         | 1       | 0         | 37        | 2         |
| Tổng                  | Tổng                  | Tổng                  | 163          | 17           | 7                     | 1                     | 23            | 3             | 6        | 1         | 1       | 0         | 200       | 22        |

1Bao gồm Siêu cúp Nhật Bản.

## Danh hiệu
Ipatinga
- Minas Gerais State League: 2005

Cruzeiro
- Minas Gerais State League: 2008

Botafogo
- Taça Guanabara: 2009